# Медицинский университет Семей
Медицинский университет Семей (МУС) (каз. Семей медицина университетi (СМУ)) — одно из старейших учебных заведений Республики Казахстан с 71-летней историей, образован в 1953 году. Университет является одним из крупнейших медицинских вузов Казахстана с собственной клинической базой (Университетский госпиталь) и филиалами в городах Павлодар и Усть-Каменогорск. С октября 2018 года в состав МУС путем слияния входит Научно-исследовательский институт радиационной медицины и экологии (НИИ РМиЭ).
Университет предоставляет образовательные услуги высшего, послевузовского и дополнительного образования. Подготовка ведется на государственном, русском и английском языках. Контингент студентов составляет более пяти тысяч человек. Форма обучения — очная, дневная. В университете обучаются иностранные студенты, доля которых составляет 18, 3 % от общего контингента. Доля аккредитованных образовательных программ составляет 87,5 %.
В настоящее время Медицинский университет Семей является крупнейшим вузом Северо-Восточного региона Казахстана и основным поставщиком медицинских кадров для Восточно-Казахстанской и Павлодарской областей. Университет ежегодно занимает лидирующие позиции в национальных рейтингах вузов Казахстана. В 2019 году — «Лидер по развитию науки и инноваций» и «Лидер по результатам обучения студентов» в рейтинге лучших медицинских вузов Казахстана.
Университет является лидером среди медицинских вузов Казахстана по уровню трудоустройства выпускников. Согласно рейтингу АО «Центр развития трудовых ресурсов», составленному по заказу Министерства труда и социальной защиты населения за период с 2015 по 2018 годы, университет занял 14-е место среди вузов Казахстана и 1-е место среди медицинских вузов по уровню востребованности выпускников. Всего за годы существования вуз подготовил более 35 000 специалистов, которые успешно работают в Казахстане, ближнем и дальнем зарубежье (Пакистане, Индии, Палестине, Судане, Марокко, Иордании, Израиле, Сирии, России, Норвегии, Германии, Канаде и др.), что говорит о высоком уровне квалификации подготовленных специалистов.
Для достижения высоких целей в Университете трудятся более 1500 профессоров, преподавателей, сотрудников и врачей. Ежегодно более 600 абитуриентов становятся студентами университета, общий контингент студентов превышает 5000 человек.

## История[2]
История Медицинского университета Семей началась 1 сентября 1953 года с открытия лечебного факультета, на который были зачислены первые 320 студентов. Всего за годы существования выпускниками вуза стали более 25 тысяч человек, которые успешно работают в Казахстане, ближнем и дальнем зарубежье. Среди которых 3 академика НАН, депутаты Парламента Республики Казахстан, 6 человек работали ректорами медицинских вузов, 14 руководителей областных департаментов здравоохранения и другие видные деятели науки и практики.
За прошедшие годы совершенствовалась организация учебного процесса, развивался научный медицинский потенциал, укреплялась материально–техническая база. Вуз стал известным в стране и мире, интенсивно развивается. С 2009 года ему присвоен статус Университета. Сейчас это многопрофильный медицинский Университет, образовательный и культурный центр в Восточно-Казахстанском и Павлодарском регионах. Для достижения высоких целей в Университете трудятся более 1500 профессоров, преподавателей, сотрудников и врачей. Ежегодно более 600 абитуриентов становятся студентам и университета, общий контингент студентов превышает 4000 человек. В университете обучаются иностранные студенты из Индии, Пакистана, Китая, Монголии, России.
2 сентября 1953 года приказом № 22611-Р Министерства здравоохранения СССР на основании постановления Совета Министров СССР был открыт медицинский институт в центре Семипалатинской области Казахской Советской Социалистической Республики.
1953 – Семипалатинский государственный институт принял первых 320 студентов. В первые годы открытия в составе института было всего 10 кафедр: основ марксизма- ленинизма, биологии, анатомии, гистологии, неорганической химии, физики, иностранных языков, латинского языка, физвоспитания, биохимии и органической химии.
1953 – директором института был назначен заслуженный врач Казахской ССР Бобов Василий Сергеевич.
1956 – ректором института был назначен доцент Чуваков Кожахмет Чувакович.
1957 – решением Министерства высшего и среднего специального образования СССР институт был отнесен к вузам ІІ категории.
1959 – состоялся первый выпуск. 275 выпускников получили диплом врача.
1960 – Т. К. Раисов, Б. Жумабаев, Ж. Б. Базарбеков, А. Корпешов, Г. Канафиянов и другие студенты под руководством Бекена Жуманова создали молодежный театр «Жас даурен».
1963 – ректором института был назначен заслуженный деятель науки Казахской ССР, профессор Назарова Тамара Александровна.
1963 – в составе института был открыт факультет педиатрии. Первым деканом факультета был доцент И. М. Турецкий.
1964 – начал свою работу главный корпус института. Вместе с главным корпусом было сдано в эксплуатацию общежитие № 4 на 400 мест.
1971 – начата первичная специализация выпускников после окончания 6 курса (интернатура).
1974 – ректором института был назначен доцент Усов Дмитрий Васильевич.
1976 – в связи с расширением объема научных работ была организована и открыта межкафедральная экспериментальная лаборатория, его первым руководителем являлся Е. Н. Шатский.
1976 – ректором института был назначен заслуженный деятель науки Казахской ССР, профессор Хлопов Николай Архипович.
1976 – по инициативе проректора по научной работе профессора Хабижанова Б. Х. был открыт патентный отдел.
1982 – под руководством доцента кафедры истории КПСС Анны Лукьяновны Птущенко был открыт музей имени М. Маметовой.
1984 – в городе Павлодар открыт факультет усовершенствования врачей.
1985 – ректором института был назначен профессор Белозеров Евгений Степанович.
1986 – в Государственном медицинском университете создана первичная ветеранская организация.
1987 – ректором института был назначен академик НАН РК, заслуженный деятель науки и техники РК, профессор Раисов Толеген Казезович.
1993 – был построен 156-квартирный жилой дом для сотрудников университета. В последующие годы (1998-2001 гг.) проведена компьютеризация в отделах, службах и выпускающих кафедрах, организованы и оборудованы 4 компьютерных класса, в том числе один класс с 33 компьютерами подключен к сети интернет.
1993 – проведена первая международная научная конференция «Экология. Радиация. Здоровье». Главная тема конференции – здоровье народа радиационных регионов.
1998 – Впервые в Республике Казахстан начато обучение иностранных студентов на английском языке. Студенты из Индии, Пакистана, Бангладеш, Судана имеют возможность обучаться на английском языке в медицинском университете г. Семей.
1998 – областная больница вошла в состав университета, стала его клинической базой: многопрофильная больница на 510 мест, стоматологическая поликлиника, тренинговая семейная амбулатория с обслуживанием 10 тысяч человек; усилились возможности укрепления в деле полученных теоретических знаний студентов академии.
1999 – издаются республиканский журнал «Семейный врач» и газета «Медицина для всех».
2001 – ректором академии был назначен доктор медицинских наук, профессор Телеуов Мурат Койшибаевич.
2001 – В университете проведена первая олимпиада по биологии для школьников города и районов.
2003 – вуз получил лицензию на обучение по двум специальностям: «Медико-профилактическое дело» и «Фармация».
2005 – вуз прошел Первую сертификацию системы менеджмента качества через сертификационный орган SGS (Казахстан) «Медеу консалтинг».
2007 – ректором университета был назначен член-корреспондент НАН РК, доктор медицинских наук, профессор Рахыпбеков Толебай Косиябекович.
2007 – внедрены новые специальности «Сестринское дело», «Общественное здравоохранение», «Общая медицина».
2007 – открыты офис-регистратора, учебно-методический центр, учебно-клинический центр.
2008 – начата работа по международной регистрации журнала «Наука и здравоохранение».
2009 – Сертификационный орган «Total Quality Certification Services International» (KAZAKHSTAN) подтвердил соответствие системы менеджмента вуза на соблюдение всех требований международного стандарта ИСО 9001:2008.
2009 – 10 преподавателей университета по направлению Министерства здравоохранения РК обучились за рубежом по программе «Развитие высшего образования через использование инновационных технологий». В эти годы в целях закрепления и проверки практических навыков на базе каждой клиники (в медицинском центре, больнице скорой помощи, в роддоме № 2) открылись 3 симуляционных кабинета.
2009 – был организован антикоррупционный совет по профилактике и противодействию коррупции ГМУ города Семей.
2009 – приобретен робот симулятор, который развивает сложные практические навыки; в странах СНГ такой робот приобретен впервые.
2009 – университет занял 1 место по рейтингу осуществления концепции развития и реформирования науки в республике.
2010 – ректором университета Толебаем Косиябековичем Рахыпбековым была подписана Болонская декларация.
2011 – среди 85 высших учебных заведений нашей страны по 15 видам спорта на VI летней Универсиаде РК государственный медицинский университет г. Семей в общекомандном расчете был в десятке сильнейших, а среди высших медицинских учебных заведений в общекомандном расчете занял 1-е место.
2011– университет внедряет Модель совершенства Европейского фонда менеджмента качества (EFQM) и проводит работу по переходу на уровень «Стремление к совершенству» Европейского Фонда менеджмента качества (договор № М-19 к от 17.10.2011 г.).
2011 – кафедре «Паталогической анатомии и судебной медицины» присвоено имя профессора Пругло Ю. В. Учреждена именная ежегодная стипендия лучшему студенту кафедры. Споносором именной стипендии является доктор медицинских наук, профессор Муканов К. Н.
2012 – университет получил сертификат уровня «Стремление к совершенству» от Европейского Фонда менеджмента качества.
2012 – По результатам валидации университет получил сертификат соответствия уровня «Стремление к совершенству».
2012 – Состоялся первый выпуск общемедицинского факультета – диплом получили 349 выпускников, первый выпуск по специальности «Общественное здравоохранение» – 48 выпускников. Открыты группы с английским языком обучения на специальности «Общественное здравоохранение».
2012 – при ветеранской организации создан клуб «Ардагер». Члены клуба «Ардагер» организовывают встречи студентов с участниками Великой Отечественной войны, известными общественными и культурными деятелями города, оказывают социальную помощь неимущим, консультативную помощь студентам, принимают участие в общественной жизни университета.
2012 – Впервые выпущены монографии в зарубежных издательствах: «Финансовый менеджмент в здравоохранении» (Т. К. Рахыпбеков), «Адрено-тиреоидная система и низкодозовое радиационное воздействие на организм» (С. О. Тапбергенов), «Этнические особенности мозгового инсульта» (Т. Н. Хайбуллин), «Медицинское образование и профессиональное развитие» (Специальный выпуск, Журнал сообщества медицинских преподавателей России).
2012 – В рамках 10-го Конгресса Азиатской сети качества (ANQ), впервые среди вузов Казахстана, университет признан победителем с вручением сертификата.
2012 – ознаменован 30-летним юбилеем со дня открытия музея «Героя Советского Союза Маншук Маметовой» (1982-1912 г.).
2012 – университет после внедрения Модели совершенства Европейского фонда менеджмента качества (EFQM) интегрировал ее с существующей системой менеджмента качества.
2012 – Награда от объединения Asian Education leadership awards в номинации «Лучшее учебное заведение в сфере здравоохранения», Дубай, Турция.
2012 – визит в учебно-клинический центр делегации «Мэры за мир».
2013 – ТОО «Центр сертификации Inter Cert» провел инспекционный аудит, по результатам которого получен сертификат № KZ.7500207.07.03.00077 от 25.06.2013 г.
2013 – Следующим шагом развития системы менеджмента университета, принятым после анализа отчета по валидации, стало достижение университетом уровня 4-х звезд Модели совершенства Европейского фонда менеджмента качества (EFQM).
2013 – впервые в истории г. Семей на базе Медицинского центра университета открыты Кардиохирургическое отделение и Эндоваскулярная лаборатория, самостоятельно выполнены первые операции на открытом сердце, коронарография, стентирование. Был подписан меморандум о сотрудничестве с Национальным научным кардиохирургическим центром г. Астана.
2013 – был открыт филиал университета в городе Усть-Каменогорск.
2013 – проведен Первый Республиканский студенческий айтыс под руководством школы «Жырдауа».
2013 – На VII летней Универсиаде РК среди 139 высших учебных заведений страны в по итогам 15 видов спорта ГМУ г. Семей в общекомандном зачете вошел в V лучших вузов, оставив за пределами пьедестала 135 вузов, 35 из которых имеют факультеты физического воспитания; среди высших медицинских учебных заведений занял 1-е общекомандное место; по итогам YII летней Универсиады РК ГМУ г. Семей награжден Дипломом, Медалью и Кубком Министерства образования РК.
2013 – ознаменован 60-летним юбилеем Государственного медицинского университета г. Семей.
2013 – Согласно Общегосударственной Республиканской рейтинговой программе награждения предприятий-лидеров экономики Казахстана «Лидер Казахстана 2013» в номинациях «Показатели активов и обязательств», «Показатели прибыльности» и «Показатели ликвидности» ГМУ г. Семей по итогам 2011-2012 года занял 3-е место среди всех вузов Республики Казахстан и 1-е место среди медицинских вузов страны.
2013-2014 – Борцы ВКО второй год побеждают на Республиканском турнире: «Қазақ Барысы – 2013» – Айбек Нугымаров, «Қазақстан Барысы – 2014» – Турсынов Мухит.
2013-2014 – в Республиканском рейтинге Независимого Казахстанского Агентства Оценки Качества Образования (НКАОКО) в рейтинге вузов ГМУ г. Семей занял второе место по программам бакалавриата.
2014 – Государственный медицинский университет города Семей чествует Мухита Турсынова, победителя IV Республиканского турнира «Қазақстан Барысы», преподавателя кафедры физического воспитания.
2014 – Показателем успешного и эффективного менеджмента вуза служит получение свидетельства о вхождении Государственного медицинского университета г. Семей в список лучших вузов стран СНГ от Международного рейтингового агентства «Эксперт РА», полноправного участника IREG Observatory,.
2014 – Институциональная национальная аккредитация в Национальном агентстве аккредитации и рейтинга (НААР).
2014 – Вуз вступил в «Республиканскую межвузовскую электронную библиотеку» – http://lib.kazrena.kz. Заключен договор с АО «НЦНТИ» о создании единой электронной библиотеки с полнотекстовым ресурсом баз данных «Springer Link» и БД Web of Knowledge (Thomson Reuters).
2015 – Имеются 5 грантов на 2015-2017 гг., финансируемые Министерством образования и науки Республики Казахстан, на общую сумму свыше 87 млн. тенге.
2015 – Реализуется проект «Продвижение журнала «Наука и здравоохранение» в рейтинговые мировые базы цитирования, в том числе Scopus». Журнал «Наука и здравоохранения» вошел в Российский индекс научного цитирования и E-library, Ulrich’s Periodicals Directory, в международную базу данных Global Health, CAB Abstracts.
2015 – Вхождение в Ассоциацию Индийских вузов.
2015 – Специализированная национальная аккредитация 5 образовательных программ бакалавриата, 7 – резидентуры, 4 – магистратуры, 2 – докторантуры в Независимом казахстанском агентстве по обеспечению качества в образовании (НКАОКО).
2015 – Международная научно-практическая конференция «20-летие становления семейной медицины в Республике Казахстан».
2016 – кафедре фармакологии и доказательной медицины присвоено имя профессора Мусина М. Н.
2016 – открыта комната Мира и согласия, японская и индийская комнаты. Открыта комната Астаны с современными интерактивными столами для преподавателя и студентов.
2016 – приобретение в КСТ ГМУ г. Семей манекена Сипиарлен для отработки СЛР и образовательного робота-манекена для сердечно-легочной реанимации.
2016 – семинар Виджай Кумара FRCS, MRCGP, DLS (Великобритания) в рамках Международной научно-практической конференции молодых ученых «Наука и здоровье».
2016 – подписание договора о сотрудничестве с Saint Louis University.
2016 – Международная аккредитация образовательных программ по 9-ти специальностям
2016 – мастер-класс «Инновационные технологии диагностики и лечения в травматологии-ортопедии» проф. Кульджанов Д. М.
2016 – Визит группы экспертов из Saint Louis University (США), стратегического партнера ГМУ г. Семей.
2016 – Визит посла Канады в Казахстане г-на Шона Стайла.
2016 – флеш-моб «Мы за безъядерный мир».
2016 – Первая Международная научно-практическая конференция «Жастар арасында салауатты өмір салтын насихаттау және жоғары дәрежедегі спортшыларды дайындаудың қалыптастырудың ғылыми-тәжирібелік аспектілері», посвященная 70-летию профессора Кульназарова А. К.
2016 – визит Чрезвычайного и Полномочного Посла Швеции в Казахстане Христиана Камилла.
2016 – 2 место на чемпионате Казахстана по казак-куресы.
2016 – впервые в Республике Казахстан медицинским университетом Семей проведен съезд родителей.
2016 – по программе академической мобильности впервые организован выезд за рубеж – в Барселону.
2017 – подписание трехстороннего договора между Государственным Медицинским университетом города Семей, Региональным Онкологическим диспансером и Больницей скорой медицинской помощи.
2017 – Первая олимпиада по химии в ГМУ города Семей для школьников города и районов.
2017 – вступление в должность нового ректора ГМУ г. Семей д.м.н. Жунусова Ерсина Турсынхановича.
2017 – первый самостоятельный прием абитуриентов из Индии.
2017 – визит делегации ООН по программе разоружения.
2017 – кафедре биохимии и химических дисциплин присвоено имя профессора Тапбергенова Салавата Оразовича.
2017 – зачисление наших студентов в ряды депутатов Молодежного Маслихата города.
2017 – открытие филиала и университетского госпиталя медицинского университета города Семей в городе Усть-Каменогорск.
2017 – подписание договора о сотрудничестве между Saint Louis University hospital, Павлодарским филиалом ГМУ г. Семей и УЗ Павлодарской области.
2017 – обучение студентов в Вильнюсском университете по программе академической мобильности.
2017 – подписание договора о сотрудничестве с Казахским Национальным медицинским университетом имени Асфендиярова.
2017 – подписание договора о сотрудничестве с Карагандинским Государственным медицинским университетом.
2017 – в рамках стратегического партнерства поездка профессорско-преподавательского состава ГМУ г. Семей в Saint Louis University Hospital по программе академической мобильности.
2017 – впервые в Республике Казахстан в рамках Государственной программы развития здравоохранения Республики Казахстан «Денсаулық на 2016-2019 гг.» осуществлены мультидисциплинарные выезды команд в Тарбагатайский, Бородулихинский, Абайский, Бескарагайский, Урджарский, Кокпектинский районы и города Курчатов, Риддер.
2017 – организованы новые структурные подразделения: служба внутреннего аудита (впервые среди вузов Казахстана), служба по связям с общественностью, отдел государственных закупок, отдел стратегического развития, отдел по международному сотрудничеству и академической мобильности, отдел PR-технологий и маркетинга, отдел бухгалтерского учета и отчетности, отдел планирования и экономического анализа.
2017 – произведен первый набор в подготовительное отделение «Medical Foundation». В рамках подготовительного отделения организованы курсы по английскому языку, биологии, химии для потенциальных абитуриентов нашего вуза, а также для студентов, ППС, сотрудников университетского госпиталя и административно-управленческого персонала, желающих обучаться английскому языку.
2017 – были организованы стажировки для 39 членов ППС.
2018 – были подписаны меморандумы о сотрудничестве с филиалом АОО «Назарбаев Интеллектуальная школа физико-математического направления города Семей» и с Казахским Гуманитарно-Юридическим Инновационным университетом.
2018 – подписан меморандум о стратегическом партнерстве между ГМУ г. Семей и Университета Башкент (Турция).
2018 – опыт реализации антикоррупционной политики Государственного медицинского университета г. Семей признан образцовым в республике.
2018 – прошла акция Марш парков – в рамках программы «Рухани Жангыру» высажена аллея 200 елей.
2018 – вхождение в число 3 лучших медицинских ВУЗов Казахстана по версии Независимое агентство аккредитации и рейтинга.
2018 – Входит в топ 20 лучших ВУЗов Казахстана 2018 года по версии Независимое агентство аккредитации и рейтинга.
2018 – II-е место по результатам ранжирования Независимого агентства по обеспечению качества в образовании.
2018 – I-е место в номинации «Лидер по результатам обучения студентов» по результатам независимого агентства по обеспечению качества в образовании.
2018 – Государственный медицинский университет города Семей отмечает свое 65-летие! В честь юбилея прошла научно-практическая конференция с международным участием на тему «Современные инновационные подходы в модернизации медицинского образования, науки и практики».
2019 – 5 февраля университет преобразован в Некоммерческое акционерное общество «Медицинский университет Семей».
2019 – Разработка в рамках стратегического партнерства с Университетом Башкент образовательной программы по специальности «Общая медицина».
2019 – на должность Первого заместителя председателя правления (Провоста) назначен профессор Фазыл Сердар Гюрель.
2019 – между НАО «Медицинский университет Семей» и акиматом города Семей ВКО был подписан меморандум о сотрудничестве
2020 – «Лучший медицинский вуз» по версии Национального рейтинга лучших вузов Казахстана в 2020 году.

## Ректоры университета
В 1953 году директором института был назначен заслуженный врач Казахской ССР Бобов Василий Сергеевич.
В 1956 году ректором института был назначен доцент Чуваков Кожахмет Чувакович.
1963 — ректором института был назначен заслуженный деятель науки Казахской ССР, профессор Назарова Тамара Александровна.
1974 — ректором института был назначен доцент Усов Дмитрий Васильевич.
1976 — ректором института был назначен заслуженный деятель науки Казахской ССР, профессор Николай Архипович Хлопов.
1985 — ректором института был назначен профессор Белозеров Евгений Степанович.
1987 — ректором института был назначен академик НАН РК, заслуженный деятель науки и техники РК, профессор Раисов Толеген Казезович.
2001 — ректором академии был назначен доктор медицинских наук, профессор Телеуов Мурат Койшибаевич.
2007 — ректором университета был назначен член-корреспондент НАН РК, доктор медицинских наук, профессор Толебай Рахыпбеков.
2017 — ректором университета был назначен доктор медицинских наук, профессор Жунусов Ерсин Турсынханович.
2021 по настоящее время ректор университета доктор медицинских наук, профессор Дюсупов Алтай Ахметкалиевич.

## Школы[5]
- Школа медицины и педиатрий[6].
- Школа общественного здравоохранения, стоматологии, фармации и сестринского дела[7].
- Школа постдипломного образования[8].
- Школа по работе с иностранными обучающимися[9].

## Программы обучения
Medical foundation
- Программа довузовской подготовки

Программы бакалавриата
- Сестринское дело
- Фармация
- Общая медицина
- Стоматология
- Общественное здравоохранение

Программы резидентуры
- Аллергология и иммунология, в том числе детская
- Гастроэнтерология, в том числе детская
- Дерматовенерология, в том числе детская
- Инфекционные болезни, в том числе детская
- Лучевая диагностика
- Лучевая терапия
- Неврология, в том числе детская
- Неонатология
- Онкология (взрослая)
- Педиатрия
- Психиатрия, в том числе детская
- Пульмонология, в том числе детская
- Ревматология, в том числе детская
- Семейная медицина
- Судебно-медицинская экспертиза
- Терапия
- Эндокринология, в том числе детская
- Акушерство и геникология, в том числе детская
- Анестезиология и реаниматология, в том числе детская
- Детская хирургия
- Кардиология, в том числе детская
- Общая хирургия
- Офтальмология, в том числе детская
- Скорая и неотложная медицинская помощь
- Травматология-ортопедия, в том числе детская
- Урология и андрология, в том числе детская
- Челюстно-лицевая хирургия, в том числе детская

Программы магистратуры
- Медицина
- Общественное здравоохранение
- Сестринское дело

Программы докторантуры
- Медицина
- Общественное здравоохранение

## Кафедры университета[10]
- Кафедра акушерства и гинекологии имени Козбагарова А. А.
- Кафедра анатомии, гистологии и топографической анатомии имени профессора Хлопова Н. А.
- Кафедра биохимии и химических дисциплин имени д.м.н., проф. С. О. Тапбергенова
- Кафедра внутренних болезней и ревматологии
- Кафедра военной подготовки
- Кафедра госпитальной хирургии, анестезиологии и реаниматологии
- Кафедра детских инфекционных болезней
- Кафедра инфекционных болезней, дерматовенерологии и иммунологии
- Кафедра клинической онкологии и ядерной медицины им. профессора Д. Р. Мусинова
- Кафедра микробиологии имени профессора М. М. Уразалина
- Кафедра молекулярной биологии и медицинской генетики имени академика НАН РК Т. К. Раисова
- Кафедра неврологии, офтальмологии и оториноларингологии
- Кафедра неотложной медицины имени профессора член-корреспондента НАЕН РК А. З. Дюсупова
- Кафедра общей врачебной практики г. Семей
- Кафедра общей врачебной практики г. Усть-Каменогорск
- Кафедра общеобразовательных дисциплин
- Кафедра общественного здоровья
- Кафедра патологической анатомии и судебной медицины имени д.м.н., профессора Ю. В. Пругло
- Кафедра педиатрии и медицинской реабилитологии имени Тусуповой Д. М.
- Кафедра пропедевтики внутренних болезней
- Кафедра пропедевтики детских болезней
- Кафедра психиатрии и наркологии
- Кафедра радиологии
- Кафедра сердечно-сосудистой и торакальной хирургии имени Б. С. Буланова
- Кафедра сестринского дела
- Кафедра симуляционных и образовательных технологий
- Кафедра стоматологических дисциплин и челюстно-лицевой хирургии
- Кафедра терапии
- Кафедра травматологии и детской хирургии
- Кафедра фармакологии имени д.м.н., профессора М. Н. Мусина
- Кафедра физиологических дисциплин имени заслуженного деятеля науки РК Т. А. Назаровой
- Кафедра физической культуры
- Кафедра хирургических дисциплин
- Кафедра эпидемиологии и биостатистики